# ویتالی مارسیو
ویتالی مارسیو (انگلیسی: Vitaliy Martsiv؛ زادهٔ ۱۹ ژوئن ۱۹۸۳) ورزشکار اسکی صحرانوردی اهل اوکراین است.

## حرفه
او همچنین از اسکی‌بازان اسکی صحرانوردی در بازی‌های المپیک زمستانی ۲۰۰۶ بوده است.